# 弗朗西斯·埃斯库德罗
弗朗西斯·约瑟夫·格瓦拉·埃斯库德罗（英語：Francis Joseph "Chiz" Guevara Escudero，1969年10月10日—），是菲律宾的政治家、律师，現任參議院議長，曾任索索貢省省长，众议院少数党领袖，父亲是菲律宾的农业部长萨尔瓦多·埃斯库德罗。

## 生平
1969年，出生于菲律宾马尼拉的政治家庭。1993年，毕业于菲律宾大学。1996年，获得喬治城大學国际法硕士学位。1998年，当选第11届国会议员。2000年，被任命为菲律宾海军预备役司令部司令。2007年，担任参议员。2009年，脱离国民党人民联盟。2012年，再次担任参议员。2019年，当选索索贡省长。